# Abortuswet

Legaal zonder zwangerschapslimiet.
Legaal na de eerste 17 weken
Legaal tot de eerste 17 weken
Onduidelijke zwangerschapslimiet.
Legaal in geval van verkrachting, levensgevaar moeder, bedreiging lichamelijke of geestelijke gezondheid, sociale en economische omstandigheden, beschadigde foetus.
Illegaal, maar uitzonderingen in geval van verkrachting, levensgevaar moeder, bedreiging lichamelijke of geestelijke gezondheid, beschadigde foetus.
Illegaal, maar uitzonderingen in geval van levensgevaar moeder, bedreiging lichamelijke of geestelijke gezondheid, beschadigde foetus.
Illegaal, maar uitzonderingen in geval van verkrachting, levensgevaar moeder, bedreiging lichamelijke of geestelijke gezondheid.
Illegaal, maar uitzonderingen in geval van levensgevaar moeder, bedreiging lichamelijke of geestelijke gezondheid.
Illegaal, maar uitzonderingen in geval van levensgevaar moeder.
Illegaal zonder uitzonderingen.
Geen informatie beschikbaar.

Met een abortuswet wordt wetgeving bedoeld die gericht is op het regelen van de voorwaarden waaronder abortus provocatus, het afbreken van een zwangerschap door medisch ingrijpen, toegestaan is of niet.
Sommige landen verbieden alle vormen van abortus, andere stellen voorwaarden waaronder het wel of niet is toegestaan. Die voorwaarden kunnen inhouden:
- Een beperking van de gevallen waarin abortus is toegestaan. De strengste abortuswetten, die waarbij alle abortus is verboden niet meegerekend, staan het alleen toe wanneer de zwangerschap het leven van de moeder bedreigt. Iets ruimere voorwaarden staan het ook toe in geval van bedreiging van haar gezondheid. Een andere grond waarop abortus soms is toegestaan, is de manier waarop het embryo verwekt is: in sommige landen waar abortus in het algemeen niet is toegestaan, mag het wel wanneer de zwangerschap het gevolg is van een verkrachting. Ook is abortus soms toegestaan in geval het embryo ernstige genetische afwijkingen heeft.
- Een beperking van de tijd waarin abortus mag plaatsvinden. Dit kan een specifiek aantal weken zwangerschap zijn, maar ook een bepaling zoals in Nederland dat abortus niet is toegestaan als het de foetus, mocht het op dat moment geboren worden, als levensvatbaar geldt (24 weken).
- Een beperking van de technieken die bij abortus worden toegepast. In het algemeen is om volksgezondheidsredenen het uitvoeren van abortus voorbehouden aan medici, maar soms worden ook bepaalde vormen van abortus verboden.

## Abortuswetgeving in Europa

### België
In België is de zwangerschapsafbreking geregeld in zowel de Wet van 15 oktober 2018 betreffende de vrijwillige zwangerschapsafbreking  (voor wat betreft de zwangerschapsafbreking met toestemming van de vrouw) als in de artikelen 348 en volgende van het Strafwetboek van 8 juni 1867 (voor wat betreft de vruchtafdrijving zonder toestemming van de vrouw). 

### Ierland
De Ierse Grondwet zoals die in 1937 werd aangenomen, kende geen bepaling over abortus. Er bestond wel, nog uit de Britse tijd, een strafrechtelijk verbod uit 1861. Met de aanname van het achtste amendement in 1983 kwam er in de praktijk een verbod op abortus in Ierland. Dit amendement hield in dat er een artikellid werd toegevoegd aan artikel 40 van de grondwet dat in de Engelse versie luidt: The State acknowledges the right to life of the unborn and, with due regard to the equal right to life of the mother, guarantees in its laws to respect, and, as far as practicable, by its laws to defend and vindicate that right. (In het Nederlands:  De Staat erkent het recht op leven van het ongeboren kind en, met erkenning van het gelijkwaardige recht op leven van de moeder, garandeert dat dit recht in de nationale wet zal worden gerespecteerd en beschermd voor zover dat mogelijk is.) In een referendum in datzelfde jaar steunde 66,9% van de kiezers het amendement. In 2018 werd in een nieuw referendum door 68% van de kiezers gestemd voor afschaffing van het achtste amendement waardoor in 2018 abortus in Ierland gelegaliseerd wordt.

### Malta
Malta handhaaft het verbod op abortus en zowel de meerderheid van de Maltese bevolking als de regering veroordelen elke inbreuk op het levensrecht van het ongeboren kind in de Europese Unie, waarvan de eilandstaat lid is.

### Nederland
In Nederland is abortus geregeld in de Wet afbreking zwangerschap (Waz) die in 1984 in werking trad. Voor die tijd was abortus officieel altijd verboden, maar werd het onder bepaalde omstandigheden gedoogd.
In de periode van het eerste kabinet van Van Agt werd een wetsontwerp van de Ruiter (CDA) en Ginjaar (VVD) in de Tweede Kamer op 18 december 1980 met de kleinst mogelijke meerderheid goedgekeurd (76 stemmen voor, 74 stemmen tegen). In april 1981 werd het ook door de Eerste Kamer met een nipte meerderheid (38 voor, 37 tegen) aangenomen. Deze wet trad, door middel van het Besluit Afbreking Zwangerschap van 17 mei 1984, in werking op 1 november 1984.

#### BES
Artikel 20a regelt de toepasselijkheid van de Wet afbreking zwangerschap in Caribisch Nederland. Dit geldt sinds 10 oktober 2011.

### Polen
In Polen geldt sinds 1994 een strikte abortuswet, die abortus in vrijwel alle gevallen verbiedt. De katholieke regering en de volkspartijen, ook de linkse, veroordelen er de abortuspraktijk.

### Portugal
Ook in Portugal is abortus altijd verboden geweest, hoewel de socialisten daar anno 2005 een einde aan wilden maken. De Portugese bevolking sprak zich al in meerdere referenda uit tegen de legalisering van abortus. Uiteindelijk heeft de Portugese bevolking alsnog met beperkte legalisering van abortus tot 10 weken ingestemd.

### Roemenië
In sommige landen wordt abortus zelfs als 'voorbehoedsmiddel achteraf' gebruikt; tot de uitvaardiging in 1967 van het Decreet 770 was dat bijvoorbeeld in Roemenië het geval.

## Abortuswetgeving in  Latijns-Amerika
In de meeste landen van Latijns-Amerika is abortus wel mogelijk, maar onder strikte voorwaarden, en zelfs wanneer aan die voorwaarden wordt voldaan is het vaak lastig de abortus daadwerkelijk uitgevoerd te krijgen. De enige landen die abortus in alle situaties toestaan zijn Cuba (1965), Guyana (1995), Uruguay (2012), Argentinië (2020) en Mexico (2021).

### Argentinië
Abortus op verzoek werd op 29 december 2020 gelegaliseerd in Argentinië.

### Chili
In Chili is abortus legaal vanaf 2017 als er sprake is van verkrachting, incest of wanneer het leven van de moeder of het embryo in gevaar is.

### Colombia
In 2006 verklaarde het Constitutioneel Hof van Colombia artikelen 122 tot en met 124 van het strafwetboek geheel of gedeeltelijk ongrondwettig (uitspraak C-355/06). Hierdoor is abortus legaal in drie gevallen:
1. De voortzetting van de zwangerschap vormt een gevaar voor het leven of de gezondheid van de moeder.
2. Het bestaan van levensbedreigende foetale misvormingen.
3. De zwangerschap het gevolg is van verkrachting, kunstmatige inseminatie zonder instemming of incest.

### Cuba
In Cuba werd abortus reeds in 1965 gelegaliseerd, om onveilige abortussen tegen te gaan.

### El Salvador
In El Salvador is abortus zonder meer verboden.

### Guyana
Abortus op verzoek is in 1995 gelegaliseerd in Guyana.

### Mexico
In een baanbrekend arrest vonniste het Hooggerechtshof op 7 september 2021 dat abortus niet langer strafbaar is.

### Nicaragua
In oktober 2006 werd in Nicaragua een wet aangenomen die eveneens abortus in alle gevallen verbiedt. Tegenstanders van deze wet beschuldigden de voorstanders ervan misbruik te maken van de naderende verkiezingen, omdat weinig politici in het katholieke Nicaragua stemmen willen verliezen door tegen de wet te stemmen.

### Uruguay
Abortus op verzoek is in 2012 gelegaliseerd in Uruguay.

## Abortuswetgeving in Noord-Amerika

### Verenigde Staten
In 1973 vaardigde het Hooggerechtshof het Roe v. Wade-arrest uit, dat bepaalde dat vrouwen in alle staten recht hadden op toegang tot abortus. Deze zeer controversiële uitspraak is al decennia een splijtzwam in de Amerikaanse politiek en werd al sinds de Republikeinse verkiezingsoverwinning in 2016 bedreigd door de aanstelling van conservatief-christelijke opperrechters door president Donald Trump. Deze zouden het arrest kunnen vernietigen als een staat wetgeving introduceert die strijdig is met deze uitspraak en derhalve moet worden herzien. In de loop van 2019 namen verscheidene door conservatief-christelijke politici gedomineerde staten zeer restrictieve abortuswetten aan die een rechtstreekse uitdaging zijn voor Roe v. Wade. Bovendien is het aantal abortusklinieken sinds de jaren 1990 drastisch gedaald doordat Republikeinse politici maatregelen hebben genomen die hun functioneren moeilijk tot onmogelijk heeft gemaakt.
In 2022 heeft een federaal wetsvoorstel het niet gehaald, dat staten de mogelijkheid zou ontnemen abortus te verbieden, overeenkomstig het arrest.
Op 24 juni 2022 heeft het Hooggerechtshof Roe v. Wade teruggedraaid.

## Abortuswetgeving in Azië

### China
Volgens gegevens van China’s ministerie van Gezondheid worden er per jaar zo’n 13 miljoen abortussen in het land uitgevoerd. Sinds de introductie van de eenkindpolitiek in 1971 zijn er in totaal 336 miljoen ingrepen gepleegd en verder zijn er bijna 200 miljoen Chinezen gesteriliseerd. Met 1 abortus per 100 personen komt China boven het wereldgemiddelde uit. Volgens onderzoek gebruikt slechts een op de 10 seksueel actieve paren in China condooms.